# Souleyman Doumbia
Souleyman Doumbia (* 24. September 1996 in Paris) ist ein französisch-ivorischer Fußballspieler, der bei Standard Lüttich unter Vertrag steht und an Charlotte FC ausgeliehen ist. Er war Nationalspieler der Elfenbeinküste.

## Karriere

### Verein

#### Anfänge
Doumbia begann seine fußballerische Ausbildung bei Paris Saint-Germain. In der Saison 2013/14 spielte er für die U19 sechs Spiele in der Youth League. Noch als Jugendspieler stand er in der folgenden Saison 2014/15 fünf Mal für die Zweitmannschaft der Pariser auf dem Platz. Im Sommer 2015 rückte er fest in die B-Mannschaft des Vereins auf und bestritt in der Spielzeit 2015/16 mit ihr zehn Viertligaspiele. 2016 wurde sein Vertrag in seiner Geburtsstadt aufgelöst und er war vereinslos.

#### Stationen in Italien und der Schweiz
Einen Monat später unterschrieb Doumbia beim italienischen Zweitligisten SSC Bari und debütierte dort am 22. Oktober 2016 (10. Spieltag), als er beim 3:0-Sieg über Trapani Calcio in der 72. Minute für Riccardo Maniero eingewechselt wurde. Insgesamt kam er fünf Mal für die Galletti zum Einsatz, bevor er in der Winterpause an den Ligakonkurrenten L.R. Vicenza Virtus verliehen wurde. Bis zum Saisonende bestritt er dort drei Spiele.
Im Sommer 2017 wechselte er, zunächst ebenfalls auf Leihbasis, zum Schweizer Superligisten Grasshopper Club Zürich. Dort konnte sich Doumbia als Stammspieler durchsetzen und bestritt in der Saison 2017/18 insgesamt 32 Spiele, in denen er drei Tore vorlegen konnte. Im Schweizer Cup schied er mit seinem Team im Viertelfinale aus. Zur Folgesaison wurde er für 300 Tausend Euro von den Grasshoppers fest verpflichtet. Bis zur Winterpause kam er in weiteren 15 Ligaspielen für den Verein zum Einsatz.

#### Frankreich und Belgien
Im Januar 2019 wechselte er für drei Millionen Euro zurück nach Frankreich, wo ihn Erstligist Stade Rennes verpflichtete. Bis zum Ende der Saison spielte er sieben Mal in der Ligue 1 und stand außerdem zwei Mal in der Europa League im Kader, zusätzlich gewann er mit Rennes den Pokal. In der anschließenden Spielzeit 2019/20 absolvierte er lediglich ein Ligaspiel sowie zwei weitere Einsätze in der Europa League. Im Januar 2020 verlieh ihn der Verein zunächst bis zum Saisonende an den Ligakonkurrenten SCO Angers., bei dem er sich als Stammspieler durchsetzen konnte. Nach der Saison wurde er für drei Millionen Euro von Angers fest verpflichtet. Auch in den folgenden Spielzeiten konnte er seinen Stammplatz behaupten und bestritt bis Ende der Saison 2022/23 insgesamt 83 Ligaspiele. Im Sommer 2023 stieg er mit der Mannschaft in die Ligue 2 ab und verließ den Verein anschließend.
Nach einem halben Jahr Vereinslosigkeit nahm ihn im Januar 2024 der belgische Erstligist Standard Lüttich unter Vertrag. Der Vertrag wurde bis zum Ende der Saison mit der Option der Verlängerung um eine weitere Saison abgeschlossen. Nach bis dahin elf absolvierten von 12 möglichen Ligaspielen fiel er dort von Mitte April 2024 bis Mitte Oktober 2024 wegen Adduktorenbeschwerden verletzt aus und verpasste somit die letzten sieben Ligaspiele.
In der nächsten Saison bestritt er 10 von 29 möglichen Ligaspielen und ein Pokalspiel. Mitte März 2025 wurde er bis zum Jahresende von Charlotte FC aus der amerikanischen Major League Soccer ausgeliehen.

### Nationalmannschaft
Im Mai 2015 bestritt Doumbia zwei Spiele mit der U23-Auswahl der Elfenbeinküste. Am 15. Juni 2019 debütierte er im Vorbereitungsspiel vor dem Afrika-Cup gegen Uganda in der ivorischen A-Nationalmannschaft. Anschließend gehörte er auch dem ivorischen Kader beim Afrika-Cup an und kam dort zu einem Einsatz, ehe die Mannschaft im Viertelfinale ausschied. Im weiteren Lauf des Jahres bestritt er zwei weitere Testspiele als Einwechselspieler. Nachdem er anschließend zunächst knapp drei Jahre lang nicht mehr berücksichtigt worden war, bestritt er zwischen September 2022 und März 2023 noch vier weitere Länderspiele. Seitdem bestritt er keine weiteren Länderspiele (Stand: Sommer 2025).

## Erfolge
- Coupe de France: 2018/19